# ماراگوئا، کنیا
ماراگوئا (به انگلیسی: Maragua (Kenia)) شهری در استان مرکزی واقع در کشور کنیا است که در سال ۱۹۹۹ میلادی ۲۷٫۳۸۴ نفر جمعیت داشته و جمعیت آن در سال ۲۰۰۵ میلادی به ۴۰٫۱۸۴ نفر رسیده‌است.